# Matourea
Genre
Classification APG III (2009)
Synonymes
- Achetaria Cham. & Schltdl.
- Beyrichia Cham. & Schltdl.
- Dickia Scop.
- Otacanthus Lindl.
- Tetraplacus Radlk.[1]

Matourea est un genre végétal de la famille des Plantaginaceae (Scrophulariaceae selon l'ancienne classification classique de Cronquist (1981)). L'espèce type est Matourea pratensis Aubl..
Le nom Matourea se réfère au nom de la commune de Matoury en Guyane.
Ce genre regroupe de nombreuses espèces autrefois rangées dans les anciens genres Achetaria, Beyrichia, Dickia, Otacanthus et Tetraplacus.

## Histoire naturelle
En 1775, le botaniste Aublet propose la diagnose suivante : 
« MATOUREA. (Tabula 259.)

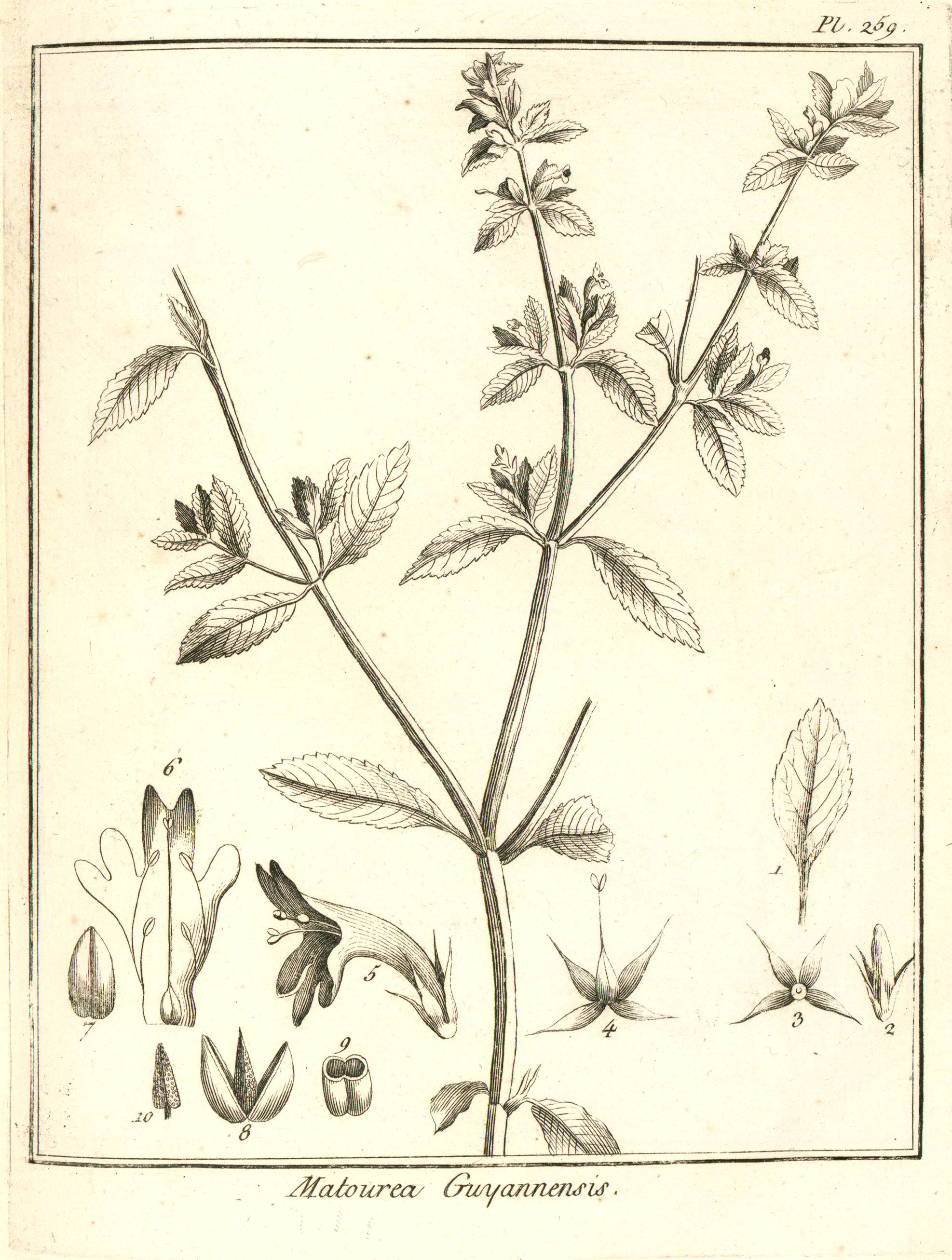
Matourea pratensis par Aublet (1775) Planche 259.
La branche, repréſentée dans la figure, eſt de grandeur naturelle, L'on a beaucoup groſſi les parties de la fructification. - 1. Feuille ſéparée. - 2. Bouton de fleur. - 3. Calice ouvert. Diſque. - 4. Calice. Piſtil. - 5. Corolle. - 6. Corolle ouverte. Étamines. Ovaire. Style. Stigmate. - 7. Capſule. - 8. Capſule ouverte en deux valves. Placenta. - 9. Capſule coupée en travers. - 10. Placenta ſéparé.

CAL. Perianthium monophyllum, quadripartitum ; foliolis oblongis, vilioſis, acutis. 
COR. monopetala, bilabiata ; tubus longus, incurvus ; faux patens ; labium ſuperius erectum, bifidum ; labium inferius deflexum, triſidum, lacinia intermedia pauló longiore, obtuſa. 
STAM. Filamenta quatuor, duo longiora, duo breviora , tubo corollæ inſerta, Antheræ oblongæ, biloculares. 
PIST. Germen conicum. Stylus longus. Stigma bilamellatum. 
PER. Capsula oblonga, unilocularis, bivalvis. 

SEM. numeroſa, minutiſſima, placenta affixa. »
— Fusée-Aublet, 1775.

## Liste d'espèces
Selon (en) Tropicos : Matourea Aubl.   (+ liste sous-taxons) (consulté le 7 décembre 2021) :
- Matourea azurea (Linden) Colletta & V.C. Souza
- Matourea caparaoensis (Brade) Colletta & V.C. Souza
- Matourea crenata (Ronse & Philcox) Colletta & V.C. Souza
- Matourea erecta (Spreng.) Colletta & V.C. Souza
- Matourea latifolia (V.C. Souza) Colletta & V.C. Souza
- Matourea ocymoides (Cham. & Schltdl.) Colletta & V.C. Souza
- Matourea platychila (Radlk.) Colletta & V.C. Souza
- Matourea pratensis Aubl.
- Matourea scutellarioides (Benth.) Colletta & V.C. Souza